# Sítio Fossilífero de Pirapozinho
O Sítio Fossilífero de Pirapozinho é um sítio geológico localizado no município de Pirapozinho, estado de São Paulo, Brasil. Situa-se no leito do ramal (desativado) de Dourados da antiga Estrada de Ferro Sorocabana, entre os municípios de Pirapozinho e Presidente Prudente. É um extraordinário depósito de fósseis de quelônios (tartarugas), em rochas do Grupo Bauru, da Bacia do Paraná, de idade Cretácea. Além dos fósseis de tartarugas, são encontrados fósseis de peixes, crustáceos e plantas carófitas.